# Cibiru Wetan
Cibiru Wetan is een bestuurslaag in het regentschap Bandung van de provincie West-Java, Indonesië. Cibiru Wetan telt 17.158 inwoners (volkstelling 2010).